# Mahamadou Diawara
Mahamadou Diawara (* 17. Februar 2005 in Longjumeau) ist ein französisch-malischer Fußballspieler, der bei Olympique Lyon in der Ligue 1 unter Vertrag steht und aktuell an den Le Havre AC ausgeliehen ist.

## Karriere

### Verein
Diawara begann seine fußballerische Ausbildung im Oktober 2014 bei der ES Vitry-Châtillon. Nach vier Jahren wechselte er zum FC Fleury, ehe er ein Jahr später im Sommer 2019 in die Jugendakademie von Paris Saint-Germain wechselte. Hier spielte er 2022/23 insgesamt 19 Mal für die U19-Mannschaft der Hauptstädter in der UEFA Youth League und in der National U19, in der er Vizemeister wurde.
Im Sommer 2023 verließ er Paris und wechselte zum Erstligisten Olympique Lyon, wo er bei der Profimannschaft unterschrieb. Nach drei Einsätzen für das Reserveteam debütierte er am achten Spieltag bei einem 3:3-Unentschieden gegen den FC Lorient in der Startelf in der Ligue 1. Im weiteren Verlauf der Saison absolvierte er noch zehn weitere Ligaspiele. In der Hinrunde der folgenden Saison kam er lediglich zu zwei Kurzeinsätzen an den ersten beiden Spieltagen, blieb danach aber ohne weiteren Einsatz. Für die Rückrunde wurde er an den Ligakonkurrenten Le Havre AC verliehen, bei dem er auf 15 Einsätze kam.

### Nationalmannschaft
Seit November 2023 spielt Diawara für Juniorennationalmannschaften Frankreichs.

## Erfolge
Paris Saint-Germain U19
- Französischer U19-Vizemeister: 2023